# Diane Ackerman

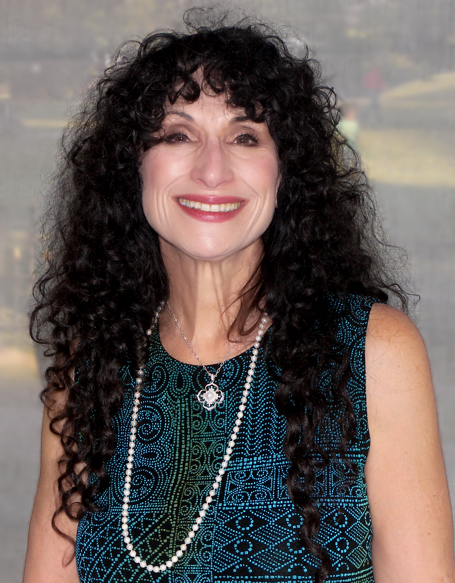
Diane Ackerman

Diane Ackerman (7 de outubro de 1956) é uma escritora, poeta e naturalista estadunidense, conhecida por seu livro "A Natural History of the Senses" (História Natural dos Sentidos).